# C/1974 V2
Komet C/1974 V2 ali Komet Bennett je komet, ki so ga prvič opazili 14. novembra  1974. 
Komet je eden izmed dveh kometov, ki se imenujejo po Bennettu, drugi je C/1969 Y1 ali Veliki komet iz leta 1969.
Komet je imel parabolično tirnico z naklonom 134,83°. Prisončje je bilo na oddaljenosti 0,86 a.e. od Sonca . 
Opazovali so ga lahko 10 dni. Zadnji dan opazovanja je bil 24. november 1974.